# Dirty Harry (singel)
Dirty Harry – singel i piosenka zespołu Gorillaz z drugiego albumu tego zespołu Demon Days, wydana jako trzeci singel z tego albumu. Singel pojawił się w trzech wydaniach: brytyjskiej, japońskiej i australijskiej; oraz w czterech różnych wersjach nagraniowych: CD, CD – wersja rozszerzona, DVD, płyta winylowa. Utwór krytykuje poczynania prezydenta USA George'a W. Busha w 
kwestii wojny w Iraku.
Piosenka wzięła tytuł od filmu z 1971 roku wyreżyserowanego przez Dona Siegela.

## Teledysk
"Dirty Harry" jest jedynym teledyskiem Gorillaz poza "Stylo", który został nakręcony w rzeczywistym plenerze. Pierwotnie wideoklip miał być na komputerowo wygenerowanej pustyni, ale ostatecznie na miejsce akcji wybrano pustynię Namib w południowej Afryce, ponieważ było to prostsze i tańsze. Przez większą część teledysku widzimy 2-D bez koszuli oraz animowaną wersję Dziecięcego Chóru z San Fernandez, którzy znajdują się na środku pustyni niedaleko miejsca, w którym rozbił się śmigłowiec. Ocaleni czekają na pomoc, przedstawioną w teledysku przez Noodle i Murdoca, jadących pojazdem ciężarowym Casspir Południowoafrykańskich Sił Obronnych, który jest prowadzony przez Russela (przebranego za Fu Manchu). W piosence i teledysku gościnnie występuje raper Bootie Brown z zespołu Pharcyde, który ubrany w wojskowy mundur wyłania się piaskowej wydmy, żeby wykonać zwrotkę piosenki.
Pod koniec teledysku zespół, dzieci i Bootie Brown odjeżdżają ciężarówką, ale kilkanaście metrów dalej pojazd ulega awarii. W wideoklipie jest nawiązanie do filmu "Napoleon Dynamite", kiedy 2-D robi z rąk "gołębia".

## Lista utworów
Wydanie brytyjskie:
- płyta winylowa

1. "Dirty Harry" – 3:49
2. "Dirty Harry" (instrumental) – 3:49
3. "Dirty Harry" (a cappella) – 3:49

- CD

1. "Dirty Harry" – 3:49
2. "All Alone" (live) – 3:39

- CD – wersja rozszerzona

1. "Dirty Harry" – 3:49
2. "Hongkongaton" – 3:34
3. "Dirty Harry" (Chopper remix) – 3:39

- DVD

1. "Dirty Harry" (video) – 3:49
2. "Murdoc Is God" – 2:25
3. "Dirty Harry" (animatic with "Dirty Harry" instrumental)

Wydanie japońskie:
- CD w wersji EP

1. "Dirty Harry" – 3:49
2. "All Alone" (live) – 3:39
3. "Dirty Harry (Chopper remix)" – 3:39
4. "Hongkongaton" – 3:34
5. "Dirty Harry" (video)

Wydanie australijskie:
- CD

1. "Dirty Harry" – 3:49
2. "Dirty Harry (Chopper remix)" – 3:39
3. "Hongkongaton" – 3:34
4. "Dirty Harry" (video)
5. "Dirty Harry" (animatic with "Dirty Harry" instrumental)